# Puy-Saint-Vincent
Puy-Saint-Vincent là một xã của tỉnh Hautes-Alpes, thuộc vùng Provence-Alpes-Côte d’Azur, đông nam nước Pháp.